# Брэйди, Джон
Джон Райкер Брэйди (англ. John Riker Brady) — американский юрист, судья Верховного суда Нью-Йорка. Более известен по принятию президентской присяги Честера Алана Артура.

## Биография
Джон Райкер Брэйди родился 9 марта 1822 года в Нью-Йорке, в семье Томаса Брэйди (1789–1842), иммигранта из Ирландии, который стал адвокатом и судьёй. Был вторым ребёнком из четверых детей в семье. Джон пошёл по стопам отца и, изучив право, также стал адвокатом. С 1956 года Брэйди служил в качестве судьи Суда общей юрисдикции с 1856 года, после чего в 1873 году перешёл в Верховный суд Нью-Йорка, где работал до конца своей жизни. Будучи высоко оценённым юристом, он часто переизбирался при поддержке как демократов, так и республиканцев. Также Брэйди служил президентом социального клуба для актёров «The Lambs» с 1888 по 1890 год.
Джон Брэйди был ключевым участником в срочной президентской инаугурации Честера Артура 20 сентября 1881 года. В ночь на 20 сентября Артур находился у себя дома с комиссаром полиции Стивеном Б. Френчем, окружным прокурором Дэниелом Роллинзом и прокурором Элиу Рутом, когда он узнал в телеграмме от членов кабинета Гарфилда, что президент Гарфилд умер. Когда Артур и его гости отправили гонцов, чтобы найти судью, который мог бы принести президентскую присягу, была полночь. Первым юристом, которого удалось найти, был судья Верховного суда Нью-Йорка Брэйди, который принёс присягу Артуру в его квартире около 2 часов ночи.
Брэйди умер 16 марта 1891 года, был похоронен в Старом соборе Святого Патрика в семейном склепе Брэйди.

## Личная жизнь
В 1863 году Брэйди женился на Кэтрин Лидиг (1835–1912). В браке у них было три дочери — Анна Катрина, Мэри Мэдлин и Кэтрин Мод, и один сын, Джеймс.